# ويليام غيست
ويليام غيست (بالإنجليزية: William Guest)‏ هو مغني أمريكي، ولد في 2 يوليو 1941 في أتلانتا في الولايات المتحدة، وتوفي في 24 ديسمبر 2015 في ديترويت في الولايات المتحدة.

## وصلات خارجية
- ويليام غيست على موقع IMDb (الإنجليزية)
- ويليام غيست على موقع ميوزك برينز (الإنجليزية)
- ويليام غيست على موقع أول ميوزيك (الإنجليزية)
- ويليام غيست على موقع ديسكوغز (الإنجليزية)